# Abony (stacja kolejowa)
Abony (węg. Abony vasútállomás) – stacja kolejowa w Abony, w komitacie Pest, na Węgrzech. 
Stacja znajduje się na ważnej linii 100 Budapest – Cegléd – Szolnok – Debrecen – Nyíregyháza i obsługuje pociągi każdej kategorii. 

## Linie kolejowe
- Linia 100 Budapest – Cegléd – Szolnok – Debrecen – Nyíregyháza